# Locus perennis

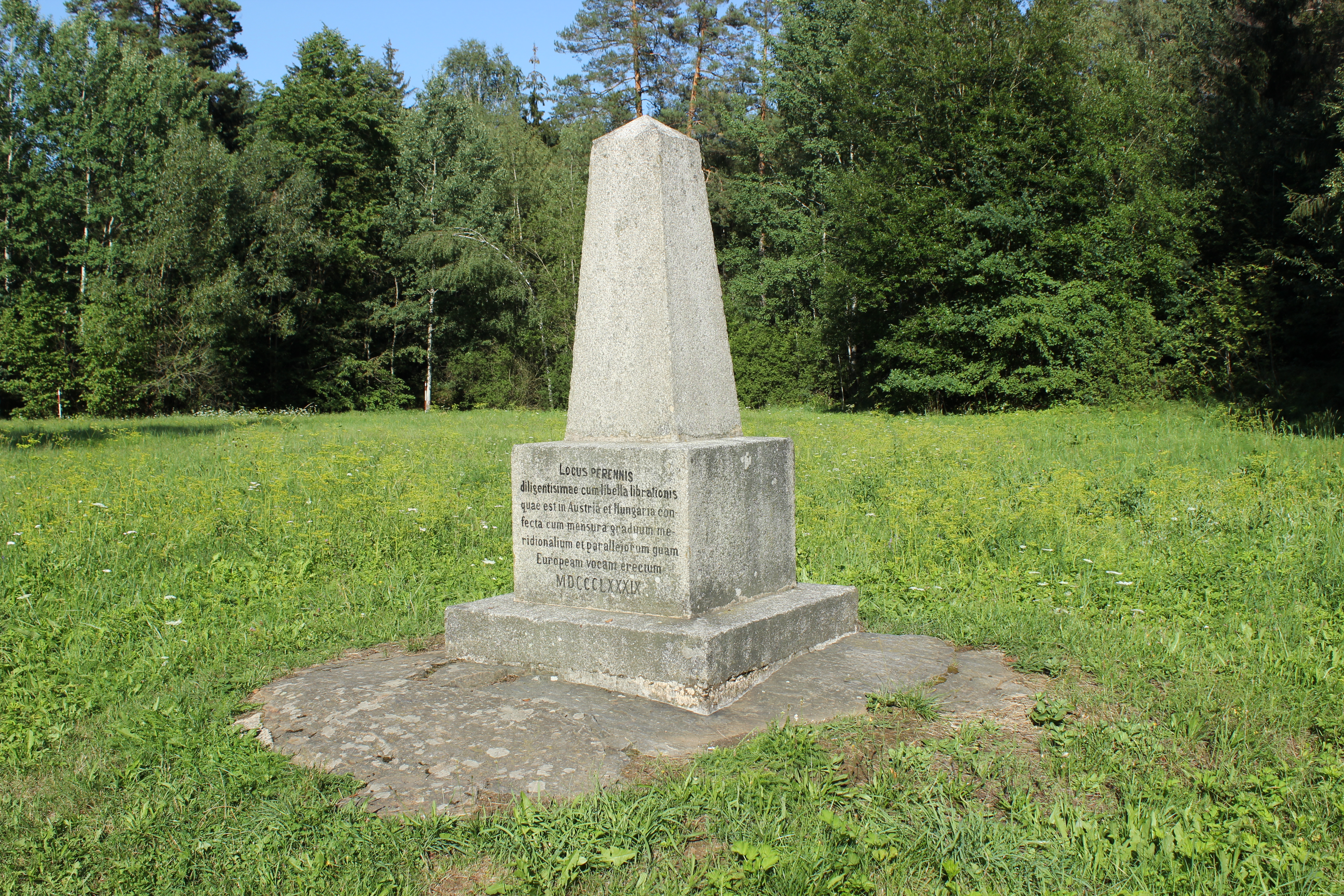
Locus perennis в м. Лішов (Чехія), 1890 р.

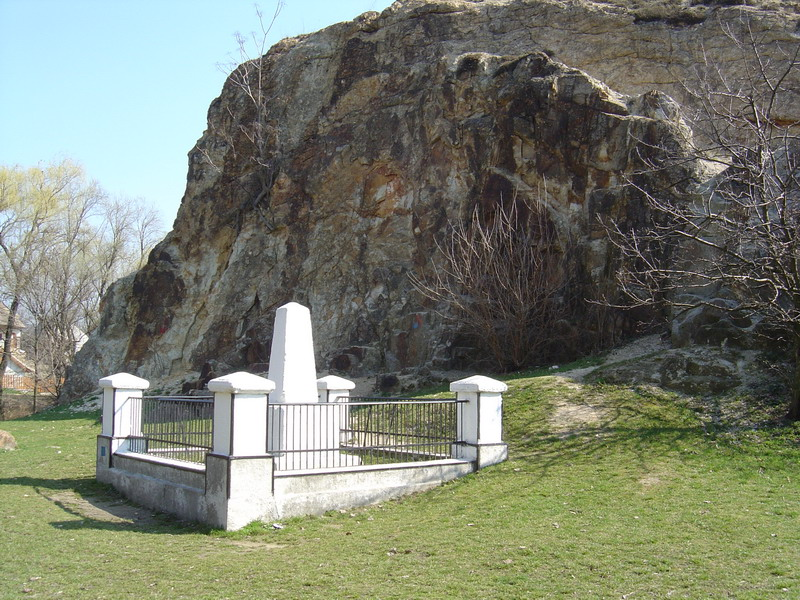
Знак в с. Надап (Угорщина)

Locus perennis (лат.) — реперна точка у геодезичній мережі за часів Австро-Угорщини.

## Часопис
У 1873 р. Австро-Угорщина розпочала будувати власну геодезичну мережу. Точкою відліку на нульовому рівні став рівень Адріатичного моря в Трієсті, а найвищою ― вершина у Низькому Тауерні (1734 м н.р.м.) в Альпах.

## Основні нівелірні пункти
Під час зведення мережі було прийнято рішення встановити сім нівелірних пунктів (Locus perennis). Вони були вибрані на базі наукових досліджень у тих місцях, де ймовірність геологічних змін була найменшою. Нівелірні пункти були зафіксовані на стабільних скельних масивах, а над ними встановлені однакові гранулітові обеліски з написом латинською мовою: 
Locus Perennis
Dilicentissime cum libella lib-
rationis quae est in Austria
et Hungaria confecta cum men-
sura gradum meridionalium et
parallelorum quam Europeum.
MDCCCLXXXVII
(переклад з латини: «Це постійне, точне вічне місце, визначене спеціальним апаратом, виготовленим в Австро-Угорщині, в Європейській системі широт і довгот. 1887»).
Обеліски складаються з трьох частин: нижнього широкого прямокутного блоку, центрального прямокутного блоку (на якому знаходиться напис) та верхнього гранчастого стовпа з пірамідальним кінцем. Загальна висота обелісків близько 1,8 метра. 
Цікаво, що на території сучасної Австрії жодної точки (у кордонах станом на 1918 р.) встановлено не було. 
| Рік  | Місто і сучасна країна     | Висота над р.м. |
| ---- | -------------------------- | --------------- |
| 1878 | Ruše (Словенія)            | 295,5644        |
| 1887 | Pasul Turnu Roșu (Румунія) | 360,0558        |
| 1887 | Ділове (Україна)           | 367,6820        |
| 1888 | Strečno (Словаччина)       | 371,0933        |
| 1888 | Nadap (Угорщина)           | 173,6901        |
| 1890 | Lišov (Чехія)              | 565,2065        |
| 1890 | Fortezza (Італія)          | 736,4520        |

## Сучасність
Після розпаду Австро-Угорщини нівелірні пункти її геодезичної мережі втратили значення і стали пам'ятниками історії геодезії. У деяких країнах існують версії, що дані геодезичні знаки вказують на центр Європи (як, зокрема, в с. Діловому)